# Robert Friedrich Karl Scholtz
Robert Friedrich Karl Scholtz (* 14. April 1877 in Dresden; † 29. Mai 1956 in Berlin) war ein deutscher expressionistischer Porträt- und Landschaftsmaler, Graphiker und Zeichner. Er gehörte der Berliner Secession an.

## Leben
Scholtz war der Sohn des königlich sächsischen Kammervirtuosen Hermann Scholtz und dessen Frau Flora (geborene Nádler), einer Schwester des Budapester Landschaftsmalers Róbert Nádler. Die Familie Scholtz stammte aus Breslau, Schlesien. Er hatte drei Schwestern. Das Haus des Pianisten, Musikpädagogen und Komponisten Hermann Scholtz, der vor allem als Chopin-Interpret und Herausgeber dessen gesammelter Werke bekannt war, diente als ein Zentrum des Dresdner Musiklebens, wo einige der Großen der Musikwelt, einschließlich Edvard Grieg, Pjotr Iljitsch Tschaikowski, Hans von Bülow und Max Kalbeck verkehrten.
Seine Ausbildung begann Scholtz im Jahr 1894 bei seinem Onkel Róbert Nádler in Budapest und setzte sie in Dresden bei Leon Pohle fort. 1900 ging er nach München, um an der Königlichen Akademie der Bildenden Künste bei Carl von Marr zu lernen. Außerdem begann er das Studium der graphischen Kunst unter Peter Halm. Um diese Zeit erwarb Scholtz ein kleines Sommerhaus in Landsberg am Lech lernte dort den Maler und Graphiker Hubert von Herkomer kennen, der sein Interesse an der graphischen Kunst stärkte. Neben seiner Fähigkeiten bei der Malerei wurde Scholtz für seine schnelle Skizzenarbeit bekannt.

### Wirken
1903 zog Scholtz von München nach Breslau, von wo aus er Reisen im Umfeld von Schlesien sowie nach Paris unternahm. In Breslau war er als Porträtist bekannt. 1907 heiratete Scholtz Eva Bercht aus der Berliner Bankiersfamilie Paul Bercht und zog kurz danach nach Berlin. Dort fühlte er sich wohl unter den Protagonisten der Berliner Secession, vor allem Lovis Corinth, Eugen Spiro und Leo von König, und wurde Mitglied derselben. Seine Wohnung war unweit des Ateliers von Corinth, mit welchem er eng befreundet war und der Pate von seinem einzigen Kind, Walter, wurde. Bald unternahm er Reisen ins Ausland: 1907 nach Marokko und Spanien; 1908 nach England, Irland und Frankreich; 1909 nach Rom; 1910 nach Ägypten, Italien und in den Sudan; 1911 nach Italien sowie 1912 nach Wales. Während des Ersten Weltkrieges nahm Scholtz die Gelegenheit wahr, Kriegsgefangene im Gefangenenlager bei Berlin zu zeichnen. Nach dem Krieg reiste er nach Schweden und Finnland. Alle Reisen spiegeln sich in seinem Werk wider. Außerdem war er bei mehreren Kunstausstellungen vertreten: 1906 in Breslau; 1909 in München, Hamburg, Leipzig und Dresden; 1913 in Budapest sowie 1916 und 1927 in Dresden. 1913 begannen die Bauarbeiten an seinem Haus in der Schleinitzstraße 7/9 in Grunewald, das im Laufe des Jahres 1914 fertig wurde. Entworfen wurde es vom Architekten des Berliner Funkturms, Heinrich Straumer. Dort hatte Scholtz umfangreiche Studioeinrichtungen für seine künstlerischen Aktivitäten, unter anderem Ätzraum, Druckraum, Ausstellungsräumlichkeiten und Atelier.

### Hauptarbeitsjahre
Scholtz’ produktivste Jahre waren von 1901 bis 1919 und von 1925 bis 1926. Im Jahre 1927, als Scholtz fünfzig Jahre alt wurde, gab es eine große Ausstellung seiner Arbeiten in der Galerie Arnold in Dresden mit Porträts, Lithographien bzw. Gemälden von Jascha Heifetz, Lovis Corinth, Richard Strauss, Hans Pfitzner, Harry Liedtke, Brigitte Helm, seinem Vater und seiner Mutter. Außerdem gab es einige Stillleben sowie Landschaften mit Sujets aus ganz Europa. Hermann Uhde-Bernays verfasste aus diesem Anlass eine Festschrift.
Ein Foto mit Begleittext über Scholtz erschien 1931 im Reichshandbuch der Deutschen Gesellschaft. Es war vermutlich bezeichnend für sein Lebensführung ab seinem fünfzigsten Lebensjahr: Elegant gekleidet mit Hund in vornehmer Karosse sitzend. Ab seinem 50. Geburtstag im Jahr 1927 sind wenige weitere Arbeiten von ihm bekannt. Nach dem Krieg wurden einige seiner früheren Arbeiten in verschiedenen Kunstausstellungen ausgestellt. In den letzten Tagen des Zweiten Weltkriegs wurde sein Haus durch die heranrückenden sowjetischen Truppen vollständig zerstört. Scholtz und seine Frau wohnten kurz in der Trabenerstraße 4 und danach bis zu seinem Tode in der Bettinastraße 14, beide in Grunewald.

## Werk
Insgesamt werden über 650 unterschiedliche Arbeiten von Scholtz in der Literatur erwähnt (Ref. 3-21): ca. 150 Gemälde, 40 Aquarelle, 170 Radierungen, 270 Lithographien (inklusive kolorierte Lithographien) und 85 graphischen Arbeiten in Mischtechniken (inklusive Kaltnadel, Vernis mou, Aquatinta). Viele erscheinen mehrmals, wie Dampfer im Trockendock (1918, Liverpool), Pappel (1911), Dame im Reitkleid (1914) u. a. Einige andere sind in der Literatur nicht zu finden, sondern erschienen nur im Kunsthandel. Der Verbleib der meisten seiner Arbeiten ist nicht bekannt; lediglich 11 Gemälde, zwei Aquarelle und etwa 30 Drucke sind geortet worden. Die beiden Gemälde aus der Berliner Nationalgalerie sind nach dem Krieg verschollen. Zwei Arbeiten von Scholtz sind in Berliner Museen zu finden: Landschaft mit See Gemälde im Märkischen Museum und Adolf Menzel Radierung/Vernis-mou im Kupferstichkabinett.

## Grabstelle

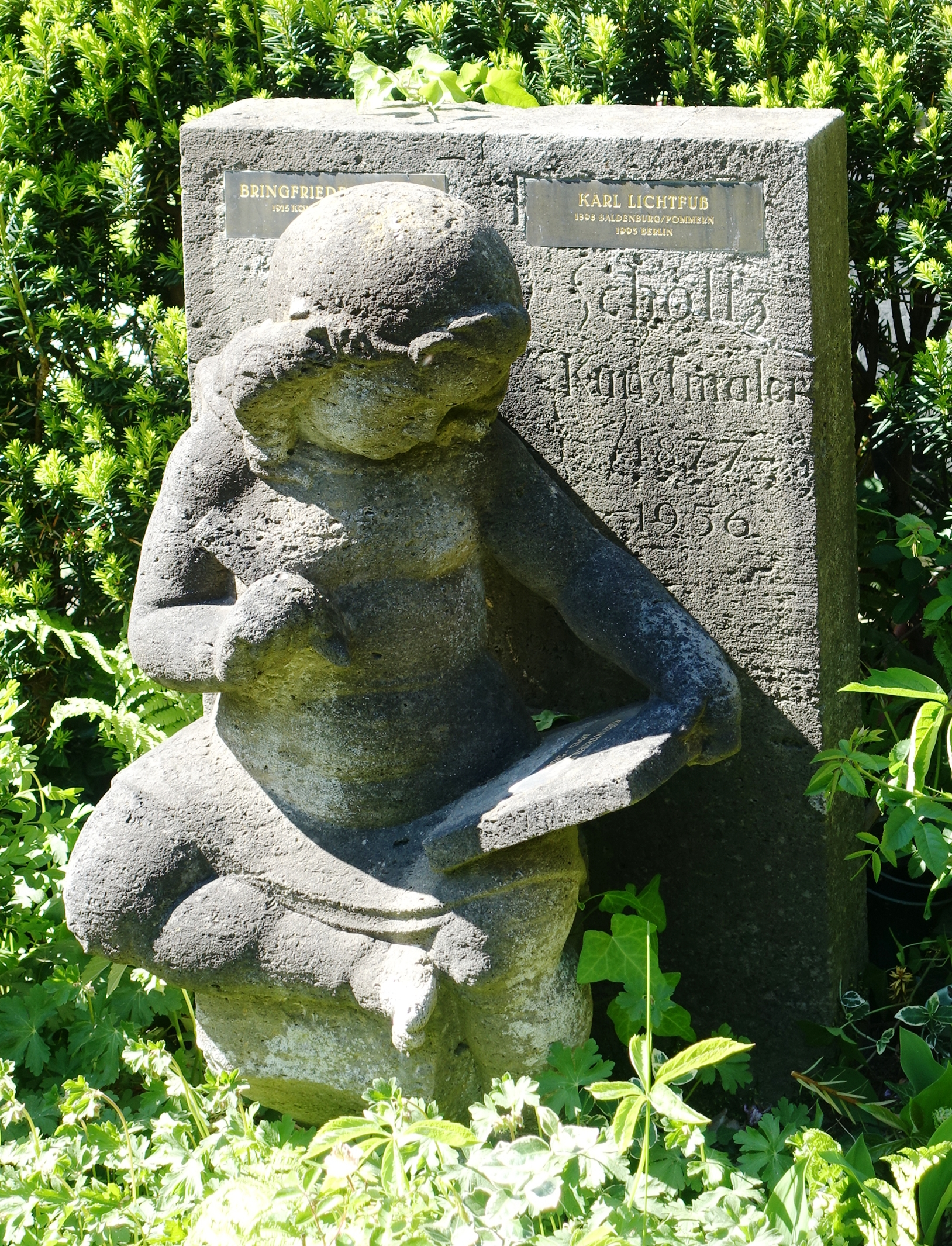
Grabanlage Lichtfuß ehemals R.F.K. Scholtz

Begraben wurde er 1956 auf dem Friedhof Grunewald. Sein Grab ist nicht mehr erhalten. In der Lage V 3-14 befindet sich heute die Ruhestätte der Familie Lichtfuß. Der originale Grabstein mit der Inschrift „Scholtz Kunstmaler“ wird weiterhin genutzt.